# Cappella di Sant'Antonio (Sassello)
La cappella di Sant'Antonio è un luogo di culto cattolico situato nella borgata di Bastia Sottana nel comune di Sassello, in provincia di Savona. Sorge su un'altura della borgata, vicino ad un antico fortilizio e domina il centro di Sassello.

## Storia e descrizione

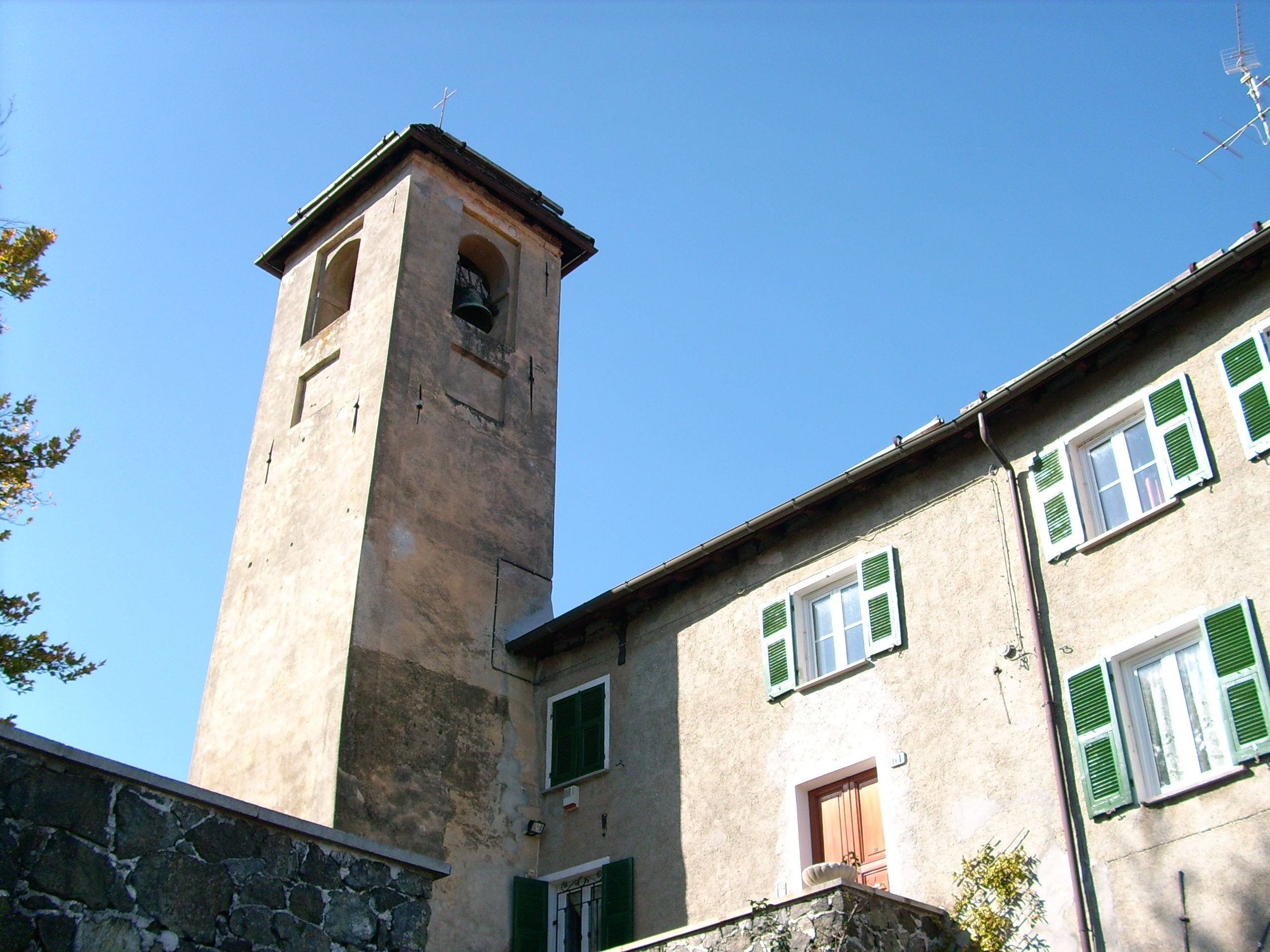
Scorcio del campanile

La chiesa è di modeste dimensioni, essendo in grado di accogliere solo una ventina di persone.
L'interno ha presbiterio quadrato e un altare in pietra e calce. Le pareti sono bianche e prive di affreschi o pitture. Sono decorate però da alcuni quadri del XVII secolo, tra cui un Sant'Antonio Abate, un San Rocco e una Strage degli Innocenti di Giovanni Battista Carlone.
La cappella venne eretta intorno all'anno 1450 dai Doria per il castello di Bastia Sottana, entro le cui mura era un tempo compresa.